# ᵖ
Cette page contient des caractères spéciaux ou non latins. S’ils s’affichent mal (▯, ?, etc.), consultez la page d’aide Unicode.
ᵖ, appelée p en exposant, p supérieur ou lettre modificative p, est un symbole phonétique utilisé dans l’alphabet phonétique ouralique. Il est formé de la lettre p ‹ p › mise en exposant.

## Utilisation
Dans l’alphabet phonétique ouralique utilisé par T. I. Itkonen (en), le p en exposant est utilisé pour représenter la même consonne que le p mais avec une prononciation réduite.
Dans l’alphabet phonétique international de 1900 à 1989, le p en exposant pouvait être utilisé pour représenter une articulation labiale après un autre consonne, par exemple avec une consonne dentale ou alvéolaire [tᵖ] pour représenter une consonne occlusive labio-dentale sourde ou une consonne occlusive labio-alvéolaire sourde, ou avec une consonne vélaire [kᵖ] pour représenter une consonne occlusive labio-vélaire sourde. Depuis 1989, celles-ci sont plutôt représenter à l’aide de signe diacritique, par exemple [p̪] ou des séquences de symboles comme [tp] ou [t͡p] pour la consonne occlusive labio-dentale sourde, et [kp] ou [k͡p] pour la consonne occlusive labio-vélaire sourde.

## Représentations informatiques
La lettre modificative p peut être représenté avec les caractères Unicode suivants (Extensions phonétiques) :
| formes       | représentations | chaînes de caractères | points de code | descriptions                    | note                            |
| ------------ | --------------- | --------------------- | -------------- | ------------------------------- | ------------------------------- |
| modificative | ᵖ               | ᵖ                     | U+1D56         | lettre modificative minuscule p | codé pour le symbole phonétique |